# Abisara neavei
Abisara neavei är en fjärilsart som beskrevs av Riley 1932. Abisara neavei ingår i släktet Abisara och familjen Riodinidae. Inga underarter finns listade i Catalogue of Life.